# Эмарез
Эмаре́з (фр. Émarèse) — коммуна в Италии, располагается в автономном регионе Валле-д’Аоста.
Население составляет 215 человек (2008 г.), плотность населения составляет 22 чел./км². Занимает площадь 10 км². Почтовый индекс — 11020. Телефонный код — 0166.
Покровителем коммуны почитается святой великомученик Пантелеймон, празднование 27 июля.

## Демография
Динамика населения:

## Галерея
- Деревня Соммарез (фр. Sommarèse) зимой
- Храм святого Пантелеймона и кладбище